# Brigitte d'Irlande
Pour les articles homonymes, voir Sainte Brigitte.
Sainte Brigitte d'Irlande ou Brigitte de Kildare (ou en breton santez Berc'hed ou Berhet ou Perhet), est née en 451 à Faughart (en) près de Dundalk, dans le comté de Louth, en Irlande. Elle est morte vers 525 à Kil Dara (Kildare) étymologiquement interprété comme la « cellule du chêne » (lire ici cellule monastique). C'est une sainte des Églises catholique et orthodoxe. Les catholiques l’honorent le 1er février.

## Hagiographie
Un roi païen écossais et ancien druide, Dubhtach, était le père de Brigide et sa mère une esclave chrétienne baptisée par saint Patrick. Son père voulut la marier mais elle préféra l'état de virginité et en fit profession entre les mains de saint Melde, disciple de saint Patrick.
Elle se construisit une cellule sous (ou dans) un gros chêne autour de laquelle plusieurs femmes se rassemblèrent et la prirent pour mère. Elle fonda ainsi un couvent, autour duquel se forma la ville de Kildare. Elle adopta pour ce couvent la règle de saint Césaire (vers 513). Cette règle fut reprise par plusieurs couvents d'Irlande. Ce couvent est le premier monastère double d’Europe : il regroupait des moines et des moniales. Ce couvent était réputé pour son feu éternel et ses travaux d'orfèvrerie.
Elle mourut à Kildare au début du VIe siècle. D'abord placé à droite du maître-autel de la cathédrale de Kildare, son corps fut enterré à Downpatrick avec les saints Patrick et Colomba, qui sont les deux autres saints patrons de l'Irlande, pour les protéger des Vikings. Les reliques des trois saints furent découvertes en 1185, et le 9 juin de l'année suivante, John de Courcy les fit translater solennellement à la cathédrale de Down.
Sa fête est célébrée le 1er février, et pour la translation de son corps le 10 juin.
Sainte Brigitte est considérée selon la tradition comme une grande guérisseuse du sexe féminin.

## Déesse Brigit

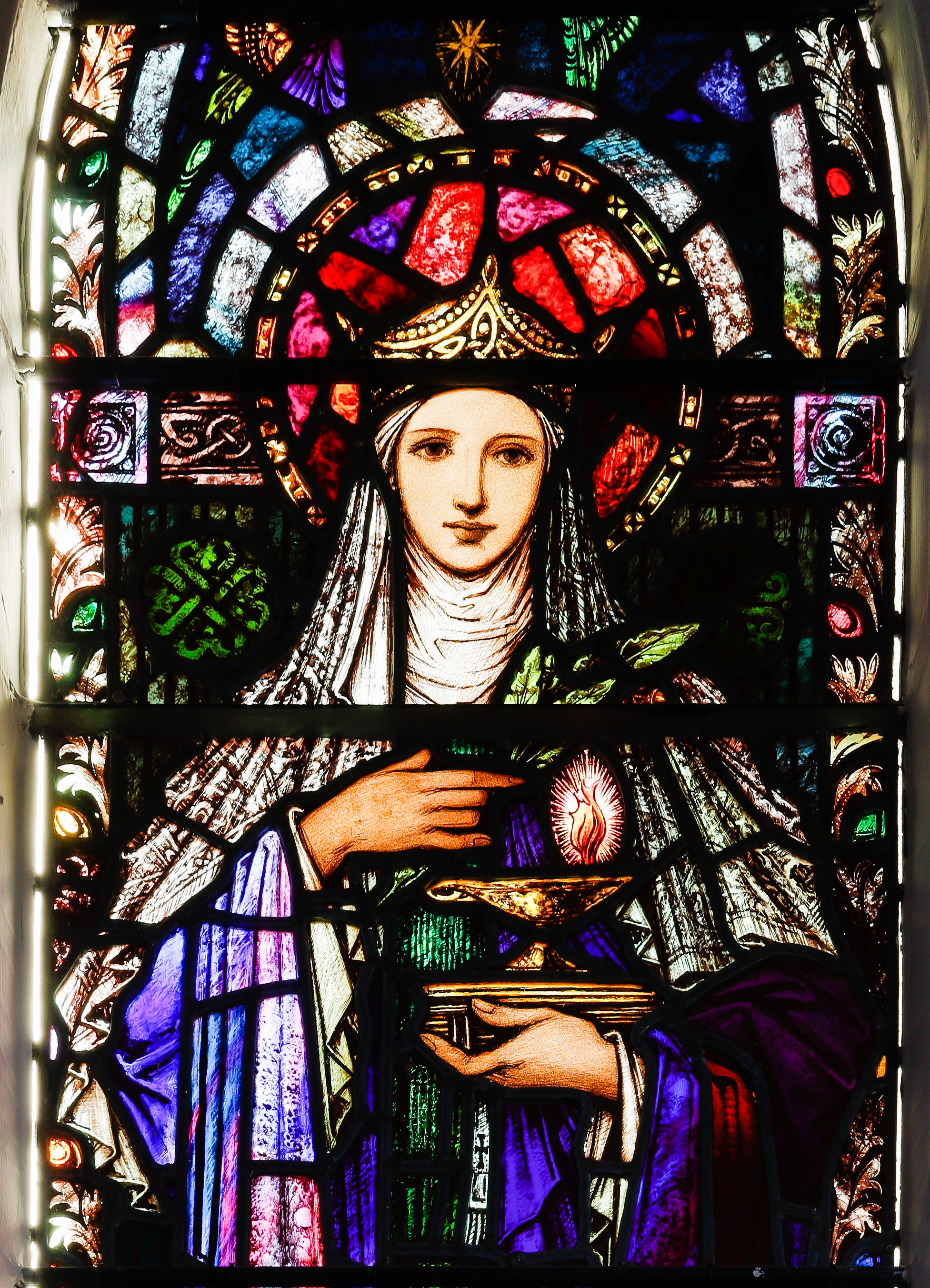
Détail du vitrail représentant sainte Brigitte tenant sa lampe. St. Mary of the Rosary, Cong, comté de Mayo, Irlande

Les spécialistes de religion comparée considèrent que le culte de sainte Brigitte dérive de celui de la déesse celte triple Brigit, qui était célébrée lors de la fête druidique de Imbolc, au début de février. Brigitte est, elle aussi, fêtée le premier jour de février. Ce culte a peut-être été christianisé après l'évangélisation de l’Irlande.
Ainsi, le feu perpétuel de l'abbaye de Kildare fondée par sainte Brigitte prolonge un culte antérieur lié à la déesse Brigit. La Topographia Hibernica II précise que seules les femmes ont le droit d’attiser le feu. Ce culte du Feu divin est lié à la nature originelle de la déesse, Aurore, « mère du Soleil rouge (foncé) » Rúadán, qui fonde ses trois fonctions principales de patronne des forgerons (les « arts du feu »), des médecins et des poètes. Ces trois fonctions se sont transmises à sainte Brigitte, patronne des poètes, des artisans et des femmes en couche.
Dans l'iconographie liturgique et la statuaire, sainte Brigitte est souvent représentée tenant une croix de sainte Brigitte, une crosse du type utilisé par les abbés et une lampe. Les premiers hagiographes décrivent la vie et le ministère de Brigitte comme touchés par le feu. Elle est aussi souvent représentée avec une vache, ou parfois des oies.

Statue de la déesse Brigit syncrétisme avec Minerve (musée de Bretagne, Rennes)
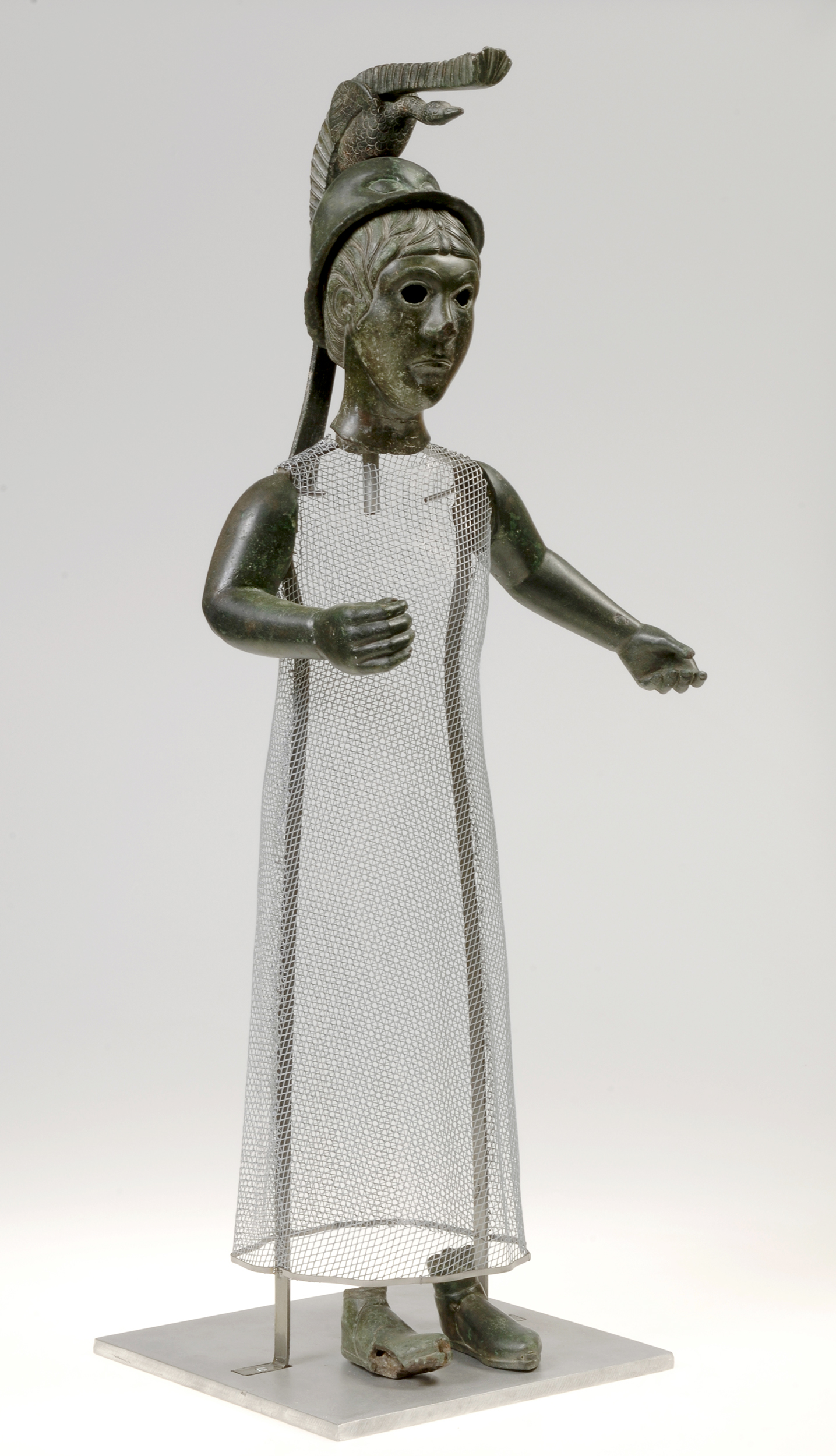
Vue entière.
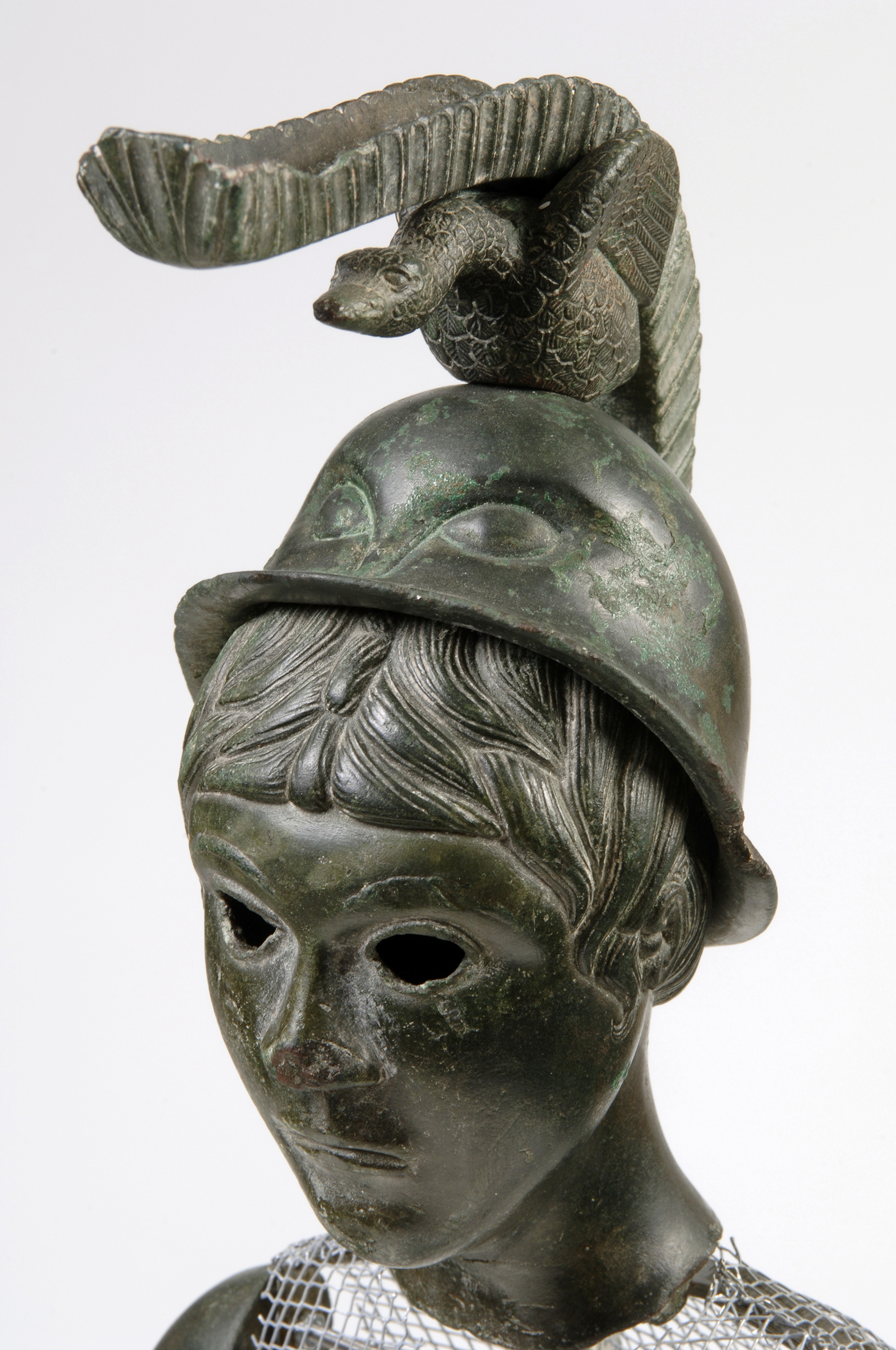
Détail du Visage.

## Son culte en Bretagne

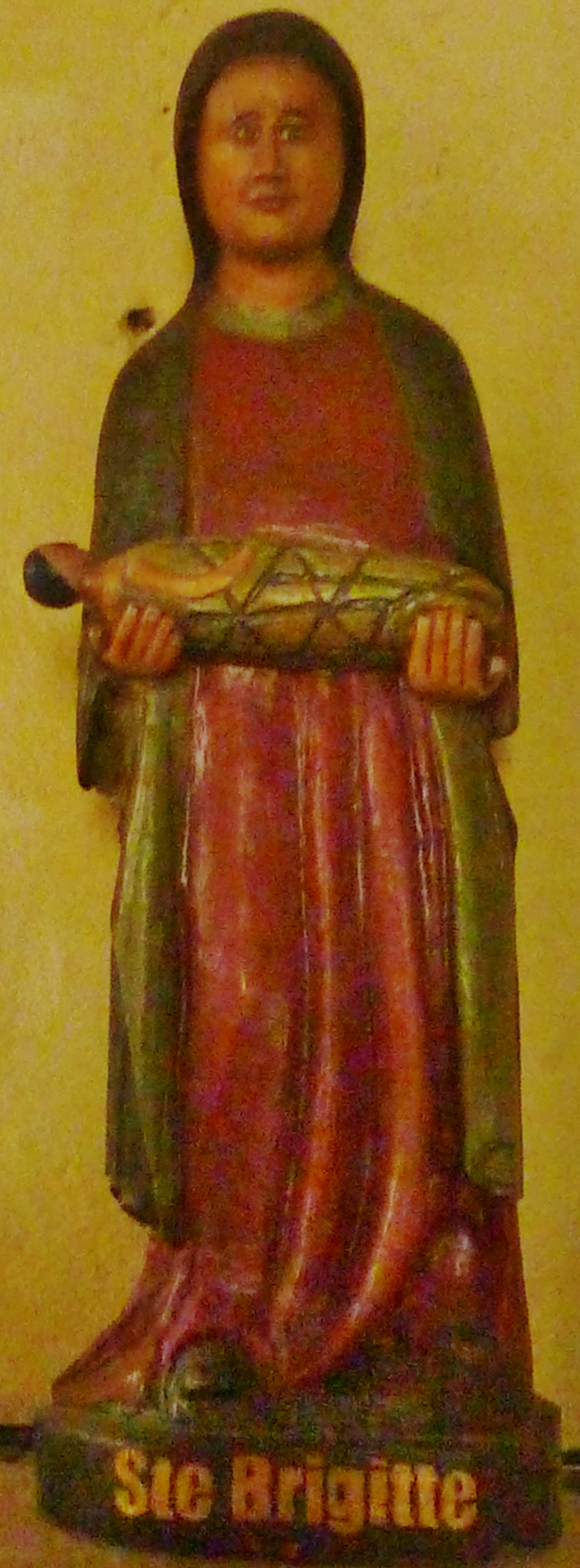
Statue de sainte Brigitte dans la chapelle Notre-Dame-du-Crann à Spézet.

- Les paroisses qui lui sont consacrées en Bretagne :
  - Berhet (Côtes-d'Armor) ;
  - Kermoroc'h (Côtes-d'Armor) ;
  - Loperhet (Finistère) ;
  - Noyalo (Morbihan) ;
  - Perguet (ancien nom de Bénodet dans le Finistère) ; le nom de « Perguet » provient par déformation du nom « Berched », ancien nom de Brigitte d'Irlande[5] ;
  - Sainte-Brigitte (Morbihan).
- Les chapelles qui lui sont consacrées en Bretagne :
  - à Esquibien (Finistère) ;
  - à Guengat (Finistère) ;
  - à Motreff (Finistère) ;
  - à Saint-Thégonnec (Finistère) ;
  - à Spézet (Finistère) ;
  - à Merdrignac (Côtes-d'Armor) ;
  - à Ploumagoar (Côtes-d'Armor).
  - à Saint-Cast-le-Guildo (côtes d'Armor)
- Les statues et (ou) des fontaines :
  - à Berhet (Côtes-d'Armor) ;
  - à Loperhet ;
  - à Kermoroc'h.
- Le Lech de Men-er-Menah, dit aussi "quenouille de sainte Brigitte" à Locoal-Mendon (Morbihan).

## Son culte en Alsace-Lorraine

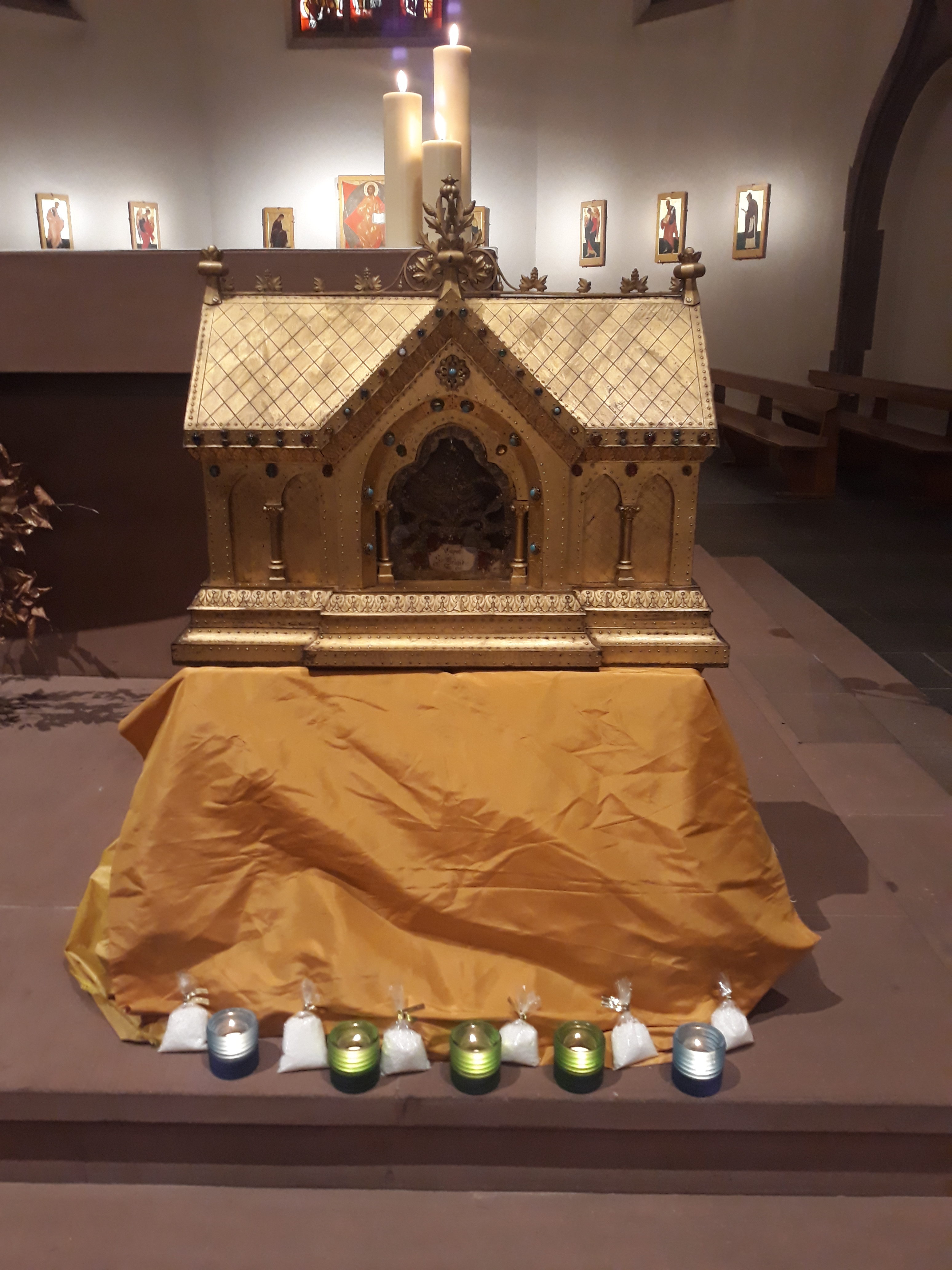
Les reliques de sainte Brigitte conservées à Saint-Pierre-le-Vieux de Strasbourg.

L'église Saint-Pierre-le-Vieux de Strasbourg conserve les reliques de sainte Brigitte apportées par les chanoines de Saint-Michel quand, en 1398, ils durent quitter leur abbaye inondée de Honau-Rheinau, fondation d'origine irlandaise,.
Depuis plusieurs siècles, les églises paroissiales successives de Saint-Maurice de Freyming (commune de Freyming-Merlebach en Moselle) font l'objet d'un pèlerinage dédié à sainte Brigitte de Kildare tous les 1er février. Les fidèles y viennent y faire bénir le pain et le sel. Ce pèlerinage trouve sa source dans une antique tradition d'origine celtique vraisemblablement introduite dans l'Est de la France et en Germanie par saint Colomban de Luxeuil et ses disciples. Une statue de sainte Brigitte orne la façade de l'édifice néo-baroque. Dans le clocher, se trouve placée une cloche (Sol) bénite le 15 octobre 1950 portant le nom de sainte Brigitte, coulée par la fonderie Paccard en remplacement de celle confisquée par les nazis en 1944 et qui datait de 1914. Une rue de la ville de Freyming-Merlebach porte le nom de rue sainte Brigitte.
Tous les ans, à l'occasion de la fête de Sainte-Brigide de Kildare, une statue de la sainte est transportée entre deux des communes du pays de Honau, Gambsheim, Kilstett et La Wantzenau pour effectuer un séjour annuel tournant. La translation donne lieu à la bénédiction et la consommation du pain et du sel de Sainte-Brigide.
Certains lieux et divers édifices sont consacrés à sainte Brigitte en Lorraine et en Alsace :
- l'église médiévale Sainte-Brigide de Plappeville ;
- une rue de Longeville-lès-Saint-Avold porte le nom de sainte Brigitte ;
- une rue de Freyming-Merlebach porte le nom de sainte Brigitte ;
- l'église Saint-Pierre-le-Vieux de Strasbourg conserve les reliques de sainte Brigitte ;
- l'église Sainte-Brigitte de Mittelwihr ;
- l'église Sainte-Brigide de Berrwiller ;
- l'église dédiée actuellement à saint Gall d'Ittenheim autrefois dédiée à sainte Brigitte.

## Son culte au Canada
Plusieurs lieux et églises sont dédiés à sainte Brigitte au Québec :
- l'église Sainte-Brigide-de-Kildare de Montréal, longtemps laissée à l'abandon ;
- la municipalité Sainte-Brigide-d'Iberville porte le nom de l'ancienne paroisse homonyme fondée en 1842 ;
- Sainte-Brigitte-des-Saults est une municipalité de paroisse dans la municipalité régionale de comté de Drummond ;
- Sainte-Brigitte-de-Laval, ville située dans la municipalité régionale de comté (MRC) de la Jacques-Cartier.

## Symbole féministe
En Irlande, sainte Brigitte est considérée comme une icône féministe. Considérée comme un équivalent féminin de saint Patrick, l'Irlande instaure le 1er février comme un jour férié en 2023.

## En art

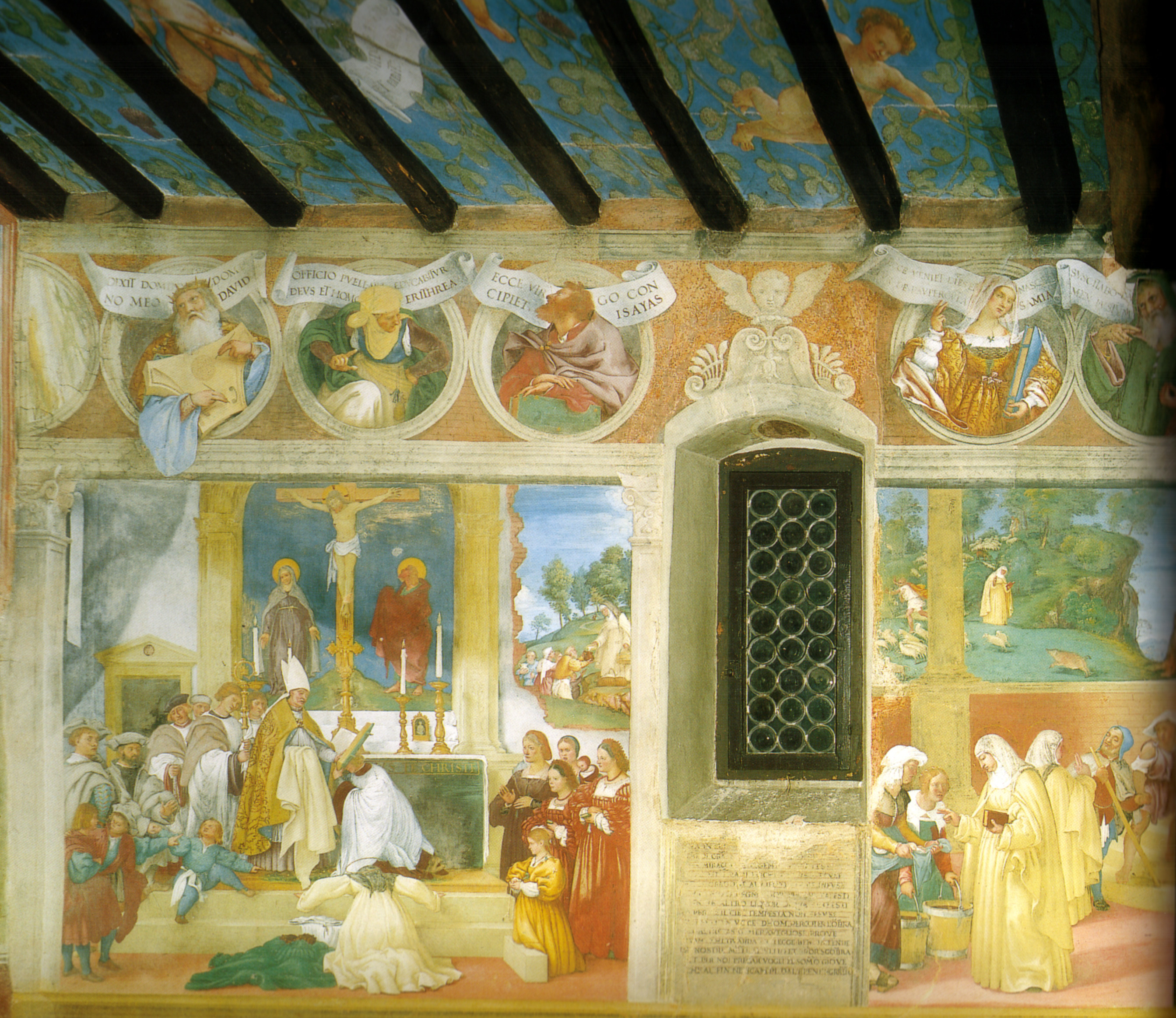
Histoire de sainte Brigitte, chapelle Suardi.

Lorenzo Lotto a peint en 1524 à fresque les miracles de sainte Brigitte sur le mur sud de la chapelle Suardi, un oratoire situé à l'intérieur d'une propriété appartenant à une famille noble de Bergame, les Suardi, à Trescore Balneario, dans la province de Bergame, en Italie ; la chapelle est dédiée à sainte Barbe et à sainte Brigitte.